# Mattia Mor
Mattia Mor (Genova, 1º giugno 1981) è un politico, attore e dirigente d'azienda italiano, deputato eletto nel 2018 con il Partito Democratico e da settembre 2019 membro di Italia Viva. È stato membro della X Commissione Attività Produttive della Camera, ed è uno dei promotori dell’Intergruppo Parlamentare per l’Innovazione fino al 2022.

## Biografia
Nato a Genova nel 1981, vive dal 2000 a Milano, dove si è laureato in Economia aziendale, con lode, all'Università commerciale Luigi Bocconi, specializzandosi in economia e gestione delle imprese non profit.
Durante gli anni dell'Università ha studiato recitazione con Michael Margotta e Francesca Viscardi, recitando a teatro in spettacoli come Le relazioni Pericolose di Pierre-Ambroise-François Choderlos de Laclos e L'Orso di Anton Checov. Ha partecipato a diversi film e serie televisive, quali Genova - Un luogo per ricominciare, di Michael Winterbottom, Cronaca di un assurdo normale, di Stefano Calvagna, In nomine Satan, regia di Emanuele Cerman, Un passo dal cielo, Come il vento, di Marco Simon Puccioni, Corpo estraneo, di Krzysztof Zanussi, Le Tre Rose di Eva, Così fan tutte ed Ex -Amici come prima di Fausto Brizzi.
Ha ricoperto alcuni ruoli televisivi, prima come protagonista in alcuni spot, e successivamente come valletto a Quelli che il calcio (2003) e corteggiatore a Uomini e donne (2005-2007). Nel 2009 ha partecipato alla decima edizione del Grande Fratello.
Dopo uno stage presso la sede di Emergency, comincia la propria attività lavorativa nella consulenza strategica come analista, prima in Value Partners e poi in Bain & Company, per poi fondare nel 2007 l'azienda di abbigliamento Blomor, che ha portato a vendere in 900 punti vendita in Italia e a distribuire in propri prodotti in 30 Paesi nel mondo, prima di fare fallimento. Nel 2015 si trasferisce a Singapore per lavorare per un anno e mezzo come vicepresidente senior di Lazada, azienda di e-commerce del Sudest asiatico, acquistata nel 2016 dal gruppo Alibaba per un valore di 1,5 miliardi di dollari. A fine 2016 ritorna in Italia, diventando executive director per l'Europa di Mei.com, lo store online di Alibaba specializzato in prodotti di lusso nella moda, nel design e nella cosmetica. Sotto la sua guida Mei.com aiuta diversi marchi italiani ad entrare nel mercato cinese, favorendo l’aumento dell’export di Made in Italy in quel Paese.
Nel frattempo si è avvicinato alla politica, partecipando come oratore alle edizioni 2011 e 2012 della Leopolda e diventando nel 2014 responsabile del Forum Innovazione del Partito Democratico lombardo. Nel 2017 ha promosso la campagna #HosceltoMilano, alla quale hanno partecipato 130 personaggi noti con lo scopo di risvegliare la passione civica e il senso di orgoglio degli italiani verso il Paese e in particolare verso la città di Milano.
Alle elezioni politiche del 2018 viene eletto alla Camera dei deputati nel collegio uninominale di Milano-San Siro, sostenuto dalla coalizione di centro-sinistra (in quota PD), dove ottiene il 40,1% contro il 37,5% del candidato del centro-destra Alessandro Morelli raccogliendo 47.485 voti. Alla Camera, fa parte della Commissione Attività produttive e turismo, nonché dell'intergruppo parlamentare per l'innovazione.
Ad ottobre 2018 deposita la proposta di legge StartAct, frutto di più di 50 incontri con imprenditori, fondi di investimento, università, acceleratori ed incubatori, che ha l’obiettivo di aumentare il numero di investimenti privati nella creazione di startup, nei quali l’Italia sconta un ritardo nei confronti dei principali Paesi europei.
Nel settembre 2019 segue Matteo Renzi nell'uscita dal PD, aderendo a Italia Viva.
Il 4 dicembre 2019 è uscito il suo primo libro, L'Italia è Viva e nel febbraio 2020 fonda, con Alec Ross e altri soci, Emotion Network, una piattaforma che produce contenuti cinematografici e organizza eventi di in materia di innovazione e tecnologia.
Il primo progetto realizzato da Emotion Network, di cui Mor è produttore, è "Tech.Emotion - Empower human potential", docu-serie in 6 episodi creata da Emotion Network e facebook Italia e co-prodotta da Emotion Network e Lotus Production (società di Leone Film Group). "Tech.Emotion - Empower human potential" è andata in onda in prima visione assoluta dal 18 ottobre 2021 al 22 novembre 2021. Dal 16 febbraio 2022 la serie è disponibile anche su Rai Play. Nell'autunno dello stesso anno Mor conclude il proprio mandato parlamentare.
A inizio 2024 esce nei cinema il suo docufilm Genoa comunque e ovunque per i 130 anni del club rossoblu.

## Filmografia

### Attore
- Genova - Un luogo per ricominciare, regia di Michael Winterbottom (2008)
- Così fan tutte – serie TV (2010)
- Ex, amici come prima, regia di Fausto Brizzi (2011)
- Cronaca di un assurdo normale, regia di Stefano Calvagna (2012)
- In nomine Satan, regia di Emanuele Cerman (2012)
- Un passo dal cielo – serie TV, episodio 2x08 (2012)
- Le Tre Rose di Eva – serie TV (2012)
- Come il vento, regia di Marco Simon Puccioni (2013)
- Corpo estraneo, regia di Krzysztof Zanussi (2014)

### Produttore
- Tech.Emoticon - Empower Human Potential, regia di Danilo Carlani ed Alessio Dogana (2021)
- Genoa comunque e ovunque, regia di Francesco Raganato (2024)